# Pharaonic
Pharaonic es un videojuego soulslike desarrollado y publicado por Milkstone Studios, un estudio independiente español con sede en Asturias. Fue lanzado el 28 de abril de 2016 para Microsoft Windows, y posteriormente para PlayStation 4, Xbox One, Linux, macOS y Nintendo Switch.
Inspirado en la jugabilidad desafiante de la saga Dark Souls, Pharaonic presenta un combate táctico en tiempo real con una perspectiva en desplazamiento lateral, utilizando gráficos tridimensionales en un entorno 2.5D. El juego está ambientado en un Egipto Antiguo ficticio y mitológico, donde el jugador debe descubrir secretos, explorar  y templos, y enfrentarse a criaturas monstruosas, guardianes y deidades para desafiar al ficticio Faraón Rojo, una figura tiránica de poder semidivino.

## Jugabilidad
Pharaonic se caracteriza por su jugabilidad meticulosa y centrada en el combate. El jugador controla a un prisionero anónimo que escapa de su cautiverio y se embarca en una misión para descubrir la verdad detrás del Faraón Rojo, un tirano semidivino que ha sumido al reino en la oscuridad.
El juego emplea un sistema de combate con barra de resistencia, ataques ligeros y pesados, paradas y esquivas. Las decisiones tácticas y el aprendizaje de los patrones enemigos son fundamentales para progresar. Existen múltiples armas, armaduras y estilos de combate, así como un sistema de progresión de personaje.
El diseño de niveles es ramificado, con zonas interconectadas, atajos desbloqueables y secretos ocultos, lo que fomenta la exploración.

## Trama
En la introducción del juego, se revela que en su tercer año de reinado, el ficticio faraón Ahmosis I, quien sería conocido como el Faraón Rojo, liberó Egipto, destruyó a los hicsos y arrasó su capital, Avaris. Regresó triunfalmente con una poderosa reliquia que le habría permitido conquistar incluso a la muerte. Su reencarnación ocurrió en el decimocuarto año de su reinado, y siguieron muchas más hasta alcanzar la decimotercera en el año 439. Al año siguiente, Egipto fue invadido por los llamados Pueblos del Mar.
La historia se sitúa hacia el año 1100 a. C., cuando el protagonista —un prisionero sin nombre— es liberado por una misteriosa mujer. A partir de ese momento, el jugador deberá investigar los extraños sucesos que envuelven al Egipto mítico del juego y desentrañar la verdad tras la figura del Faraón Rojo.

## Estética y ambientación
A diferencia de otros títulos Soulslike similares, de tono típicamente medieval oscuro, Pharaonic apuesta por una ambientación visual basada en el arte y la iconografía del Antiguo Egipto. Los escenarios están representados con gráficos en 2.5D coloridos y estilizados, con referencias visuales a la escritura jeroglífica, templos, tumbas y deidades egipcias. La narrativa se desarrolla mediante textos, objetos y encuentros con personajes no jugables.

## Desarrollo
El juego fue desarrollado por Milkstone Studios, conocidos por títulos como Ziggurat o White Noise. El equipo expresó su deseo de crear un "Dark Souls en Egipto", trasladando la fórmula de los soulslike a un contexto mitológico distinto y con una jugabilidad bidimensional.
El desarrollo fue autofinanciado y no pasó por campañas de mecenazgo. Utiliza el motor Unity, lo que permitió su lanzamiento multiplataforma.

## Recepción
Pharaonic recibió críticas mixtas a positivas por parte de la prensa especializada. Se alabó su dirección artística, ambientación original y fidelidad al combate exigente de los soulslike, aunque algunos críticos mencionaron una curva de dificultad elevada y repetitividad en los enemigos.
En Steam y Metacritic, mantiene valoraciones mayormente positivas por parte de los jugadores, especialmente entre los aficionados a los juegos difíciles y con ambientaciones alternativas.